# 童道明
童道明（1937年—2019年6月27日），江蘇江陰人，中国翻译家、剧作家，中国作家协会会员，中国戏剧家协会理事，中国社会科学院外国文学研究所研究员、博士生导师。

## 生平

### 早期经历
1937年2月童道明出生于江苏省张家港市杨舍镇钟鼓弄，由母亲一人抚养长大。据童道明回忆母亲很爱写诗，并自述母亲是“他最早也是最恒久的老师”。小学时，童道明加入了当地的杨舍剧团，自此时起对戏剧产生兴趣。初中时童道明就读于江阴梁丰中学，以较好的成绩考入江苏南菁中学。1953年，高二时转校到北京第五中学。1955年童道明成为北京俄语学院留苏预备生，之后留学苏联，在莫斯科大学攻读语言文学系。1959年发表的论文《论契诃夫戏剧的现实主义象征》得到赞赏，从而开始研究戏剧文学以及契诃夫。回国后，1963年进入中国社科院外国文学研究所工作。
童道明翻译有大量戏剧剧本及理论著作，其中包括契诃夫作品《海鸥》《樱桃园》《万尼亚舅舅》《普拉东诺夫》等，被认为是中国研究契诃夫的重要学者之一。1980年代起，童道明开始发表戏剧、文学、影视等内容的评论文章，获得学术界的广泛关注。
1996年童道明为纪念契诃夫诞辰一百周年，首次创作了话剧剧本《我是海鸥》。2012年剧本集《塞纳河少女的面模——童道明的人文戏剧》出版，并获得金狮编剧奖。至去世时，童道明共编写了13部剧本，多数都被搬上了舞台。